# Bataille de Palluau
Guerre de Vendée
Batailles
La bataille de Palluau a lieu le 15 mai 1793 lors de la guerre de Vendée. Elle s'achève par la victoire des républicains qui repoussent une attaque des Vendéens contre le bourg de Palluau.

## Prélude
Le 5 mai 1793, la ville de Legé est prise par quatre colonnes républicaines : celle de Beysser partie de Machecoul, celle de Boulard partie de Palluau, celle de Baudry d'Asson partie de Challans et celle de Laborie partie de Saint-Colombin. Les républicains ne rencontrent presque aucune résistance et se replient ensuite sur leurs cantonnements initiaux, ne laissant à Legé qu'une petite garnison de 320 hommes sous les ordres du chef de brigade Prat. Mais le 7 mai, la colonne de Laborie, de retour à Saint-Colombin, est écrasée par Charette lors d'une attaque-surprise. Estimant que Legé est désormais insuffisamment défendue, le général Canclaux ordonne son évacuation. Celle-ci s'effectue le 9 mai en fin de journée : la colonne de Prat se retire sur Machecoul en passant par Palluau, Saint-Christophe-du-Ligneron et Challans,. Peu après sa sortie de Legé la garnison est attaquée par des insurgés embusqués, mais ces derniers sont repoussés par un détachement envoyé par Boulard. Le soir même, Charette peut faire son retour à Legé, où il établit son quartier-général.
La situation de Boulard devient alors compliquée : des rassemblements d'insurgés sont signalés au Poiré-sur-Vie, aux Clouzeaux et à La Roche-sur-Yon, menaçant les postes de La Mothe-Achard, d'Aizenay et de La Chapelle-Palluau, situés sur ses arrières. Le 15 mai, les Vendéens marchent sur le bourg de Palluau, occupé depuis le 1er mai par les forces du général Boulard.

## Forces en présence
En quelques jours, les forces insurgées du Bas-Poitou et du Pays de Retz se rassemblent pour l'attaque de Palluau. Les victoires de Charette à Legé et à Saint-Colombin accroissent rapidement le nombre de ses combattants. Des insurgés du Loroux, bien armés et aguerris, viennent se joindre à son armée. Les troupes de Joly, Vrignault et Savin prennent également part à l'opération,. Le général Boulard évalue les forces vendéennes à 12 000 hommes, d'après le rapport de prisonniers. L'historien royaliste René Bittard des Portes juge que ce nombre doit être réduit d'un tiers. Savary fait quant à lui mention de 10 000 à 12 000 Vendéens, dont 80 cavaliers, avec un canon de 4 livres et un pierrier, aux dires selon lui, d'un insurgé fait prisonnier. Selon l'historien Émile Gabory, les Vendéens sont forts de 7 000  à   8 000 hommes avec un canon.
Dans ses mémoires, Lucas de La Championnière écrit qu'ils disposent de deux pièces d'artillerie.
Côté républicain, le général Henri de Boulard dispose d'un millier d'hommes selon Gabory. Le 4 mai, le général Canclaux écrit que la colonne de Boulard compte alors 1 200 à 1 300 hommes avec quatre canons,. Vers le 7, à la demande de Beysser, Boulard détache 120 hommes de sa troupe pour aller renforcer celle du chef de brigade Prat, alors à Legé.

## Déroulement
Les Vendéens attaquent sur trois colonnes, : Charette et Vrignault arrivent au nord de Palluau, par la route de Legé, Savin attaque au nord-est par la route de Saint-Étienne-du-Bois et Joly au sud-est, par les routes du Poiré-sur-Vie et d'Aizenay,,,. Boulard met ses forces en bataille en dehors du bourg, sur les différents points d'attaque,. Le combat s'engage à onze heures du matin,.
D'après les mémoires du chef vendéen Pierre-Suzanne Lucas de La Championnière, non présent cependant lors de bataille, au nord de Palluau, peu avant le début des hostilités, un officier vendéen à cheval s'avance face aux lignes adverses et imitant le geste de la bataille de Fontenoy salue et engage les républicains à tirer les premiers,,. Ces derniers lui rendent le salut mais ne tirent pas,. Les Vendéens de l'armée de Charette et de Vrignault ouvrent alors le feu avec leurs canons mais ceux-ci ne font aucun dégât et provoquent rires et moqueries de la part des républicains,. L'artillerie royaliste cesse le feu après avoir tiré une vingtaine de coups. Les pièces républicaines répliquent plus efficacement et une partie des Vendéens courent se réfugier dans les maisons environnantes,. Charette doit lui-même ramener ses hommes au combat à coups de plat du sabre,, tandis qu'un boulet frappe le sol à ses pieds et le recouvre de terre. Menés par les combattants du Loroux, qui se distinguent ce jour-là par leur bravoure, les Vendéens repartent de l'avant et engagent une longue fusillade avec les républicains, disposés en tirailleurs,.
De son côté, Joly envoie 900 hommes au sud du bourg pour couper le pont de la Chapelle-Palluau,. Le reste de ses forces attaque au sud-est sur la route du Poiré. Cependant l'artillerie républicaine est placée sur un retranchement qui lui permet de faire feu tour à tour sur la colonne de Charette et la colonne de Joly. Au bout de trois heures, l'armée de Joly rompt le combat et se débande,.
À l'ouest, Savin arrive plus tardivement sur le champ de bataille, mais des combats éclatent par erreur entre ses hommes et ceux de Charette,. Il s'ensuit alors une grande confusion : les cavaliers de Charette reculent et jettent le désordre parmi les hommes à pied, tandis que Charette donne l'ordre de retirer ses deux canons, ce qui achève de démoraliser ses hommes,. De son côté, Boulard fait avancer une partie de ses troupes sur la route de Legé avec l'appui de l'artillerie. Les Vendéens prennent la fuite et la déroute devient bientôt générale,,. Charette rallie difficilement ses cavaliers à la Chambodière, puis il se replie sur Legé. La cavalerie républicaine suit les fuyards jusqu'au moulin de la Chambodière, puis rentre à Palluau à sept heures du soir.

## Pertes
Les pertes républicaines sont de deux tués et de 22 blessés, tandis que les pertes des insurgés sont estimées par Boulard à 150 morts,. Selon Pierre-Suzanne Lucas de La Championnière, la moitié des hommes de Charette désertent dans la nuit qui suit la bataille, les autres regagnent le champ de bataille le lendemain sans y trouver les républicains, mais découvrent sept à huit corps sur la grand-route, dont certains ont la langue arrachée. D'après Le Bouvier-Desmortiers, les Vendéens ont perdu 100 hommes, tués ou blessés. Pour Émile Gabory, leurs pertes sont de 150 morts ou prisonniers contre quelques hommes chez les patriotes.

## Conséquences
Le général Boulard sort victorieux du combat, mais il est conscient du nombre insuffisant de ses troupes et réclame des renforts à Beaufranchet d'Ayat. De plus, une grande partie du bataillon des chasseurs du Midi abandonne le poste de La Mothe-Achard, situé sur la route des Sables, le rendant vulnérable à une attaque des forces de Joly. Le 16 mai, Boulard reçoit un courrier de l'administration des Sables qui le félicite de sa victoire mais lui conseille de se replier. Il abandonne alors Palluau le 17 mai et fait retraite sur La Mothe-Achard,,. Il fait couper derrière lui le pont de la Chapelle-Palluau, qu'il avait fait rétablir la veille. Le colonel Baudry d'Asson abandonne quant à lui Challans et Saint-Gilles-sur-Vie le 29 mai et se replie sur Vairé et Olonne-sur-Mer. Sans avoir été vaincue, la division républicaine des Sables est ainsi revenue à son point de départ.